# Convocações para a Copa do Mundo FIFA de 2010
Este artigo lista os convocados para a Copa do Mundo FIFA de 2010 competição que foi realizada na África do Sul, entre 11 de junho e 11 de julho de 2010.
Antes de anunciar a lista de convocação final para a copa, as equipes foram obrigadas a nomear um elenco provisório de 30 jogadores para testar até 11 de Maio de 2010. A escalação final de cada país, de 23 jogadores devem ser apresentada até 1 de Junho de 2010. Substituição de jogadores por lesões graves é permitida até 24 horas antes do primeiro jogo da Copa do Mundo.